# إسفستانج
إسفستانج هي قرية في مقاطعة مراغة، إيران. عدد سكان هذه القرية هو 500 في سنة 2006.